# Адвокат правил
Адвокат правил — це термін, що використовується для опису учасника в середовищі, заснованому на правилах, який намагається використовувати букву закону без посилання на дух, зазвичай для того, щоб отримати перевагу в цьому середовищі. Термін зазвичай використовується у спільнотах військових ігор та настільних рольових ігор, часто зневажливо, оскільки «адвокат правил» розглядається як перешкода для просування гри вперед. Звичка гравців сперечатися в юридичній манері щодо виконання правил була помічена на початку історії Dungeons & Dragons. Адвокати правил є одним із «стилів гравців», описаних у Dungeon Master for Dummies. Правила гри Манчкін включають різні пародії на поведінку адвоката правил.

## Пов'язані терміни
- У збройних силах США «морський юрист» використовується у військово-морському флоті[7], а «казармений адвокат» — в армії.[8]
- Термін «мовний адвокат» використовується для опису тих, хто надмірно обізнаний з деталями синтаксису та семантики мови програмування.[9]
- В англійській Вікіпедії «wikilawyer» — це дописувач, який намагається використовувати формулювання політики для виграшу суперечок, а не для досягнення мети політики.[10]